# Митрофанов, Валериан Сергеевич
Валериан Сергеевич Митрофанов (1837 — 1914) — военный юрист Российской империи, председатель Главного военного суда, генерал от инфантерии.

## Биография
Митрофанов родился 8 марта 1837 года. Получив образование в Казанской губернской гимназии, он 25 июня 1854 года вступил на военную службу и, выдержав офицерский экзамен при Школе гвардейских подпрапорщиков и кавалерийских юнкеров, был произведён в прапорщики (19 ноября 1855 года) в лейб-гвардии Павловский полк. В последующие годы получил чины подпоручика (17 октября 1860 года), поручика (30 августа 1862 года) и штабс-капитана (4 апреля 1865 года), в течение двух лет и четырёх месяцев командовал ротой. Принимал участие в подавлении Польского восстания 1863 — 1864 годов.
После открытия вновь учреждённой Военно-юридической академии (1866 год) Митрофанов в числе первых поступил в неё и в 1868 году, состоя в чине майора по армейской пехоте (с 23 октября 1867 года), окончил курс по 1-му разряду, став девятым по успехам в первом выпуске этой академии. Переименованный в капитаны военно-судебного ведомства (3 ноября 1868 года), он был тогда же назначен помощником военного прокурора Харьковского военно-окружного суда и вскоре (20 апреля 1869 года) произведён за отличие по службе в подполковники, а затем последовательно являлся военным судьёй Киевского (14 сентября 1869 года — 1 мая 1874 года), Харьковского (1 мая 1874 года — 27 июня 1881 года), Казанского (27 июня 1881 года — 11 июня 1888 года) и, наконец, Варшавского военно-окружного суда, получив за это время чины полковника (17 апреля 1872 года) и генерал-майора (15 мая 1883 года).
23 ноября 1889 года Митрофанов стал военным прокурором Варшавского военно-окружного суда, а через два с половиной года, 25 ноября 1892 года, был назначен председателем Омского военно-окружного суда. 30 августа 1893 года произведён в генерал-лейтенанты. В связи с реорганизацией Омского военного округа и образованием Сибирского военного округа Митрофанов 21 ноября 1899 года стал председателем Сибирского военно-окружного суда, а 22 августа 1901 года был перемещён на аналогичный пост в Виленский военный округ.
На 1905 год Митрофанов являлся старшим из председателей военно-окружных судов и, после ухода в отставку (по предложению стремившегося обновить руководящий состав военно-судебного ведомства военного министра А. Ф. Редигера) генерала К. А. Ушакова, был назначен на его место постоянным членом Главного военного суда (9 октября 1905 года). Вскоре после этого 74-летний генерал С. А. Лейхт, председатель Главного военного суда, сам подал прошение об отставке. Он был уволен от службы 1 декабря, а девять дней спустя Митрофанов, только что (6 декабря) произведённый в генералы от инфантерии, был назначен председателем Главного военного суда в обход остававшихся в нём военных членов — генералов В. М. Цемирова и В. И. Гродекова, что вызвало и их уход в отставку и, по словам Редигера, "Главный военный суд оказался обновлённым".
Митрофанов возглавлял Главный военный суд на протяжении почти четырёх лет. 8 октября 1909 года в возрасте 72-х лет он был уволен от службы с мундиром и пенсией за истечением установленного законом (принятым по настоянию А. Ф. Редигера) 4-летнего срока пребывания в составе Главного военного суда.
Последние годы жизни Митрофанов провёл в Санкт-Петербурге, проживая вместе с супругой Марией Дмитриевной по адресу Кабинетская, 22. 25 ноября 1914 года в возрасте 77 лет он скончался.

## Награды
Митрофанов имел знак отличия за XL лет беспорочной службы (1899) и ордена:
- Орден Святой Анны 4-й степени с надписью "За храбрость" (1863 год)
- Орден Святого Станислава 2-й степени (1878 год)
- Орден Святого Владимира 4-й степени с бантом за 25 лет службы (1882 год)
- Орден Святого Владимира 3-й степени (1890 год)
- Орден Святого Станислава 1-й степени (18 марта 1895 года)
- Орден Святой Анны 1-й степени (6 декабря 1899 года)
- Орден Святого Владимира 2-й степени (6 декабря 1904 года)
- Орден Белого орла (6 декабря 1908 года)